# Grand Prix of Long Beach 2024
Der Grand Prix of Long Beach (offiziell Acura Grand Prix of Long Beach) auf dem Long Beach Grand Prix Circuit fand am 21. April 2024 statt und ging über eine Distanz von 85 Runden à 3,18 km.

## Bericht
Das Rennen in Long Beach wurde von einer Gelbphase entschieden in der 15. Runde. Diese Gelbphase war die einzige in den zu fahrenden 85 Runden auf dem Stadtkurs. Am Anfang schien Will Power (Team Penske) alles unter Kontrolle zu haben und er konnte sich sogar einen kleinen Vorsprung herausfahren. Wegen der angesprochenen Gelbphase dividierten sich die Strategien von Scott Dixon (Chip Ganassi Racing) und Josef Newgarden auseinander. Christian Rasmussen (Ed Carpenter Racing) drehte sich und schlug an einer Mauer an, Jack Harvey (Dale Coyne Racing) konnte nicht ausweichen. Die meisten Fahrer legten ihren ersten Boxenstopp ein, so auch der führende Power. Penske-Fahrer Newgarden kam unter Grün in der 30. Runde zum Reifenwechsel und Tankstopp. Power führte das Rennen wieder an, doch Dixon (Chip Ganassi Racing) überholte ihn in der 33. Runde. Newgarden fiel zurück bis auf den 13. Rang, hatte aber die weichen Reifen gewählt für den zweiten Stint und er überholte mehrere Konkurrenten und kam bis auf den fünften Platz nach vorne. Dixon legte den zweiten Stopp ein, sieben Runden später Newgarden. Nachdem alle Fahrer den zweiten Boxenstopp hinter sich hatten hieß die Reihenfolge Dixon, Newgarden, Colton Herta (Andretti Global), Power und Alex Palou (Chip Ganassi Racing). Bis auf Power hatten von diesen Fahrern nun alle die weichen Reifen aufgezogen. Dixon musste gegen Ende des Rennens Treibstoff sparen, um einen weiteren Boxenstopp zu vermeiden. Newgarden konnte aufschließen und es sah aus, als ob es nur eine Zeitfrage wäre, bis Newgarden an Dixon vorbeikommen würde. Herta und die Fahrer hinter ihm kamen an Newgarden und Dixon heran. In der Spitzkehre zur Start- und Zielgerade verschätzte sich Herta und er überfuhr den Bremspunkt. Er schob Newgarden leicht an, dieser kam etwas von der Idealline ab, dadurch konnten Herta und Palou an ihm vorbeifahren. Herta kam zwar nochmals an Dixon heran aber nicht vorbei.
Der amtierende Formel-2-Meister Theo Pourchaire gab sein Debüt in der IndyCar Serie. Der Franzose kam mit dem Arrow McLaren auf dem 11. Rang ins Ziel. Pourchaire ersetzte den am Handgelenk verletzten David Malukas.
In der Meisterschaft führte nach diesem Rennen Dixon die Tabelle mit 79, vor Herta mit 77 und Palou mit 67 Punkten an.

## Meldeliste
| Startnummer | Fahrer              | Team                             | Motor     |
| ----------- | ------------------- | -------------------------------- | --------- |
| 14          | Santino Ferrucci    | A. J. Foyt Racing                | Chevrolet |
| 41          | Sting Ray Robb      | A. J. Foyt Racing                | Chevrolet |
| 26          | Colton Herta        | Andretti Global / Curb-Agajanian | Honda     |
| 27          | Kyle Kirkwood       | Andretti Global                  | Honda     |
| 28          | Marcus Ericsson     | Andretti Global                  | Honda     |
| 5           | Pato O’Ward         | Arrow McLaren                    | Chevrolet |
| 6           | Théo Pourchaire     | Arrow McLaren                    | Chevrolet |
| 7           | Alexander Rossi     | Arrow McLaren                    | Chevrolet |
| 4           | Kyffin Simpson      | Chip Ganassi Racing              | Honda     |
| 8           | Linus Lundqvist     | Chip Ganassi Racing              | Honda     |
| 9           | Scott Dixon         | Chip Ganassi Racing              | Honda     |
| 10          | Alex Palou          | Chip Ganassi Racing              | Honda     |
| 11          | Marcus Armstrong    | Chip Ganassi Racing              | Honda     |
| 18          | Jack Harvey         | Dale Coyne Racing                | Honda     |
| 51          | Nolan Siegel        | Dale Coyne Racing                | Honda     |
| 20          | Christian Rasmussen | Ed Carpenter Racing              | Chevrolet |
| 21          | Rinus VeeKay        | Ed Carpenter Racing              | Chevrolet |
| 77          | Romain Grosjean     | Juncos Hollinger Racing          | Chevrolet |
| 78          | Agustín Canapino    | Juncos Hollinger Racing          | Chevrolet |
| 60          | Felix Rosenqvist    | Meyer Shank Racing               | Honda     |
| 66          | Tom Blomqvist       | Meyer Shank Racing               | Honda     |
| 15          | Graham Rahal        | Rahal Letterman Lanigan Racing   | Honda     |
| 30          | Pietro Fittipaldi   | Rahal Letterman Lanigan Racing   | Honda     |
| 45          | Christian Lundgaard | Rahal Letterman Lanigan Racing   | Honda     |
| 2           | Josef Newgarden     | Team Penske                      | Chevrolet |
| 3           | Scott McLaughlin    | Team Penske                      | Chevrolet |
| 12          | Will Power          | Team Penske                      | Chevrolet |

## Klassifikationen

### Freies Training 1
| Pos. | Nr. | Fahrer           | Team                | Motor     | Zeit     |
| ---- | --- | ---------------- | ------------------- | --------- | -------- |
| 1    | 5   | Pato O’Ward      | Arrow McLaren       | Chevrolet | 1:06.687 |
| 2    | 12  | Will Power       | Team Penske         | Chevrolet | 1:06.781 |
| 3    | 3   | Scott McLaughlin | Chip Ganassi Racing | Honda     | 1:06.825 |

### Freies Training 2
| Pos. | Nr. | Fahrer              | Team                             | Motor | Zeit     |
| ---- | --- | ------------------- | -------------------------------- | ----- | -------- |
| 1    | 27  | Kyle Kirkwood       | Andretti Global                  | Honda | 1:06.473 |
| 2    | 26  | Colton Herta        | Andretti Global / Curb-Agajanian | Honda | 1:06.488 |
| 3    | 45  | Christian Lundgaard | Rahal Letterman Lanigan Racing   | Honda | 1:06.583 |

### Qualifying
| Pos. | Nr. | Fahrer              | Team                             | Motor     | Zeit      | Zeit       | Zeit      | Zeit      | Startplatz |
| Pos. | Nr. | Fahrer              | Team                             | Motor     | Q1        | Q1         | Q2        | Q3        | Startplatz |
| Pos. | Nr. | Fahrer              | Team                             | Motor     | Gruppe 1  | Gruppe 2   | Q2        | Q3        | Startplatz |
| ---- | --- | ------------------- | -------------------------------- | --------- | --------- | ---------- | --------- | --------- | ---------- |
| 1    | 60  | Felix Rosenqvist    | Meyer Shank Racing               | Honda     | 1:06.3372 |            | 1:06.0674 | 1:06.0172 | 1          |
| 2    | 12  | Will Power          | Team Penske                      | Chevrolet | 1:06.6388 |            | 1:06.1914 | 1:06.0211 | 2          |
| 3    | 2   | Josef Newgarden     | Team Penske                      | Chevrolet |           | 1:06.4123  | 1:06.0179 | 1:06.1059 | 3          |
| 4    | 26  | Colton Herta        | Andretti Global / Curb-Agajanian | Honda     | 1:06.524  |            | 1:06.0064 | 1:06.3784 | 4          |
| 5    | 28  | Marcus Ericsson     | Andretti Global                  | Honda     |           | 1:06.1768  | 1:06.0546 | 1:06.4039 | 5          |
| 6    | 10  | Alex Palou          | Chip Ganassi Racing              | Honda     | 1:06.7243 |            | 1:05.9103 | 1:06.5444 | 6          |
| 7    | 45  | Christian Lundgaard | Rahal Letterman Lanigan Racing   | Honda     |           | 1:06.3587  | 1:06.2107 |           | 7          |
| 8    | 9   | Scott Dixon         | Chip Ganassi Racing              | Honda     | 1:06.5941 |            | 1:06.2219 |           | 8          |
| 9    | 11  | Marcus Armstrong    | Chip Ganassi Racing              | Honda     |           | 01:06.1509 | 1:06.2404 |           | 9          |
| 10   | 27  | Kyle Kirkwood       | Andretti Global                  | Honda     |           | 1:06.2285  | 1:06.2672 |           | 10         |
| 11   | 3   | Scott McLaughlin    | Chip Ganassi Racing              | Honda     |           | 1:06.2786  | 1:06.3504 |           | 11         |
| 12   | 15  | Graham Rahal        | Rahal Letterman Lanigan Racing   | Honda     | 1:06.7910 |            | 1:06.5757 |           | 12         |
| 13   | 7   | Alexander Rossi     | Arrow McLaren                    | Chevrolet | 1:06.8349 |            |           |           | 13         |
| 14   | 5   | Pato O’Ward         | Arrow McLaren                    | Chevrolet |           | 1:06.4572  |           |           | 14         |
| 15   | 66  | Tom Blomqvist       | Meyer Shank Racing               | Honda     | 1:07.0325 |            |           |           | 15         |
| 16   | 77  | Romain Grosjean     | Juncos Hollinger Racing          | Chevrolet |           | 1:06.4706  |           |           | 16         |
| 17   | 8   | Linus Lundqvist     | Chip Ganassi Racing              | Honda     | 1:07.1022 |            |           |           | 17         |
| 18   | 1   | Rinus VeeKay        | Ed Carpenter Racing              | Chevrolet |           | 1:06.7415  |           |           | 18         |
| 19   | 30  | Pietro Fittipaldi   | Rahal Letterman Lanigan Racing   | Honda     | 1:07.1284 |            |           |           | 19         |
| 20   | 78  | Agustín Canapino    | Juncos Hollinger Racing          | Chevrolet |           | 1:06.8481  |           |           | 20         |
| 21   | 20  | Christian Rasmussen | Ed Carpenter Racing              | Chevrolet | 1:07.3332 |            |           |           | 21         |
| 22   | 6   | Théo Pourchaire     | Arrow McLaren                    | Chevrolet |           | 1:06.9722  |           |           | 22         |
| 23   | 18  | Jack Harvey         | Dale Coyne Racing                | Honda     | 1:07.6865 |            |           |           | 23         |
| 24   | 14  | Santino Ferrucci    | A. J. Foyt Racing                | Chevrolet |           | 1:07.1851  |           |           | 24         |
| 25   | 41  | Sting Ray Robb      | A. J. Foyt Racing                | Chevrolet | 1:09.5850 |            |           |           | 25         |
| 26   | 4   | Kyffin Simpson      | Chip Ganassi Racing              | Honda     |           | 1:07.3125  |           |           | 26         |
| 27   | 51  | Nolan Siegel        | Dale Coyne Racing                | Honda     |           | 1:07.5848  |           |           | 27         |

### Endergebnis
| Pos. | Nr. | Fahrer                  | Team                           | Motor     | Rd. | Zeit/Rückstand  | Boxenstopps | Startplatz | Führungsrunden | Punkte |
| ---- | --- | ----------------------- | ------------------------------ | --------- | --- | --------------- | ----------- | ---------- | -------------- | ------ |
| 1    | 9   | Scott Dixon             | Chip Ganassi Racing            | Honda     | 85  | 1:42:03.1416    | 2           | 8          | 42             | 53     |
| 2    | 26  | Colton Herta            | Andretti Global                | Honda     | 85  | 0.9798          | 2           | 4          | 7              | 41     |
| 3    | 10  | Alex Palou              | Chip Ganassi Racing            | Honda     | 85  | 1.7664          | 2           | 6          |                | 35     |
| 4    | 2   | Josef Newgarden         | Team Penske                    | Chevrolet | 85  | 3.9735          | 2           | 3          | 19             | 33     |
| 5    | 28  | Marcus Ericsson         | Andretti Global                | Honda     | 85  | 4.3769          | 2           | 5          |                | 30     |
| 6    | 12  | Will Power              | Team Penske                    | Chevrolet | 85  | 15.7639         | 2           | 2          | 15             | 29     |
| 7    | 27  | Kyle Kirkwood           | Andretti Global                | Honda     | 85  | 16.1788         | 2           | 10         | 1              | 27     |
| 8    | 77  | Romain Grosjean         | Juncos Hollinger Racing        | Chevrolet | 85  | 18.0433         | 2           | 16         |                | 24     |
| 9    | 60  | Felix Rosenqvist        | Meyer Shank Racing             | Honda     | 85  | 18.8155         | 2           | 1          | 1              | 24     |
| 10   | 7   | Alexander Rossi         | Arrow McLaren                  | Chevrolet | 85  | 32.0915         | 3           | 13         |                | 20     |
| 11   | 6   | Theo Pourchaire (R)     | Arrow McLaren                  | Chevrolet | 85  | 33.4409         | 2           | 22         |                | 19     |
| 12   | 11  | Marcus Armstrong        | Chip Ganassi Racing            | Honda     | 85  | 40.8207         | 2           | 9          |                | 18     |
| 13   | 8   | Linus Lundqvist         | Chip Ganassi Racing            | Honda     | 85  | 42.0003         | 2           | 17         |                | 17     |
| 14   | 21  | Rinus VeeKay            | Ed Carpenter Racing            | Chevrolet | 85  | 44.4325         | 2           | 18         |                | 16     |
| 15   | 78  | Agustin Canapino        | Juncos Hollinger Racing        | Chevrolet | 85  | 51.3156         | 3           | 20         |                | 15     |
| 16   | 5   | Pato O’Ward             | Arrow McLaren                  | Chevrolet | 85  | 52.9961         | 3           | 14         |                | 14     |
| 17   | 15  | Graham Rahal            | Rahal Letterman Lanigan Racing | Honda     | 85  | 1:02.5190       | 2           | 12         |                | 13     |
| 18   | 41  | Sting Ray Robb          | A. J. Foyt Racing              | Chevrolet | 85  | 1:05.5898       | 2           | 25         |                | 12     |
| 19   | 4   | Kyffin Simpson (R)      | Chip Ganassi Racing            | Honda     | 84  | 1 Rd.           | 2           | 26         |                | 11     |
| 20   | 51  | Nolan Siegel (R)        | Dale Coyne Racing              | Honda     | 84  | 1 Rd.           | 2           | 27         |                | 10     |
| 21   | 14  | Santino Ferrucci        | A. J. Foyt Racing              | Chevrolet | 84  | 1 Rd.           | 3           | 24         |                | 9      |
| 22   | 66  | Tom Blomqvist           | Meyer Shank Racing             | Honda     | 84  | 1 Rd.           | 3           | 15         |                | 8      |
| 23   | 45  | Christian Lundgaard     | Rahal Letterman Lanigan Racing | Honda     | 84  | 1 Rd.           | 3           | 7          |                | 7      |
| 24   | 30  | Pietro Fittipaldi       | Rahal Letterman Lanigan Racing | Honda     | 84  | 1 Rd.           | 3           | 19         |                | 6      |
| 25   | 18  | Jack Harvey             | Dale Coyne Racing              | Honda     | 83  | 2 Rd.           | 4           | 23         |                | 5      |
| 26   | 3   | Scott McLaughlin        | Chip Ganassi Racing            | Honda     | 71  | 14 Rd.          | 2           | 11         |                | 5      |
| 27   | 20  | Christian Rasmussen (R) | Ed Carpenter Racing            | Chevrolet | 14  | 71 Rd. (Unfall) | 0           | 21         |                | 5      |

(R)=Rookie / 1 Gelbphasen für insgesamt 4 Rd. / alle Starter auf Firestone-Reifen